# Distance over Time
Albums de Dream Theater
The Astonishing
(2016) A View from the Top of the World
(2021)
Singles
1. Untethered Angel
Sortie : 7 décembre 2018
2. Fall into the Light
Sortie : 11 janvier 2019
3. Paralyzed
Sortie : 8 février 2019

Distance over Time est le quatorzième album studio du groupe de metal progressif américain Dream Theater, sorti le 22 février 2019 sous le label InsideOut Music. L'album a été composé et enregistré à Monticello dans l'état de New York.

## Liste des titres
| 1.    | Untethered Angel    | 6:14 |
| 2.    | Paralyzed           | 4:17 |
| 3.    | Fall into the Light | 7:04 |
| 4.    | Barstool Warrior    | 6:43 |
| 5.    | Room 137            | 4:23 |
| 6.    | S2N                 | 6:21 |
| 7.    | At Wit's End        | 9:20 |
| 8.    | Out of Reach        | 4:04 |
| 9.    | Pale Blue Dot       | 8:25 |
| 56:51 |                     |      |

| Piste bonus | Piste bonus | Piste bonus | Piste bonus | Piste bonus | Piste bonus | Piste bonus | Piste bonus | Piste bonus | Piste bonus |
| No          | Titre       | Durée       |             |             |             |             |             |             |             |
| ----------- | ----------- | ----------- | ----------- | ----------- | ----------- | ----------- | ----------- | ----------- | ----------- |
| 10.         | Viper King  | 4:00        |             |             |             |             |             |             |             |
| 60:51       |             |             |             |             |             |             |             |             |             |

## Crédits
| - James LaBrie : chant - John Petrucci : guitare, production - John Myung : basse - Jordan Rudess : clavier - Mike Mangini : batterie | - James Meslin : ingénieur du son - Ben Grosse : mixage - Tom Baker : mastering - Hugh Syme : pochette |